# Dub (Kondrac)
Dub je vesnice, část obce Kondrac v okrese Benešov. Nachází se asi 2 km na severozápad od Kondrace. V roce 2009 zde bylo evidováno 55 adres.
Dub leží v katastrálním území Dub u Kondrace o rozloze 5,59 km².

## Historie
První písemná zmínka o vesnici pochází z roku 1390.

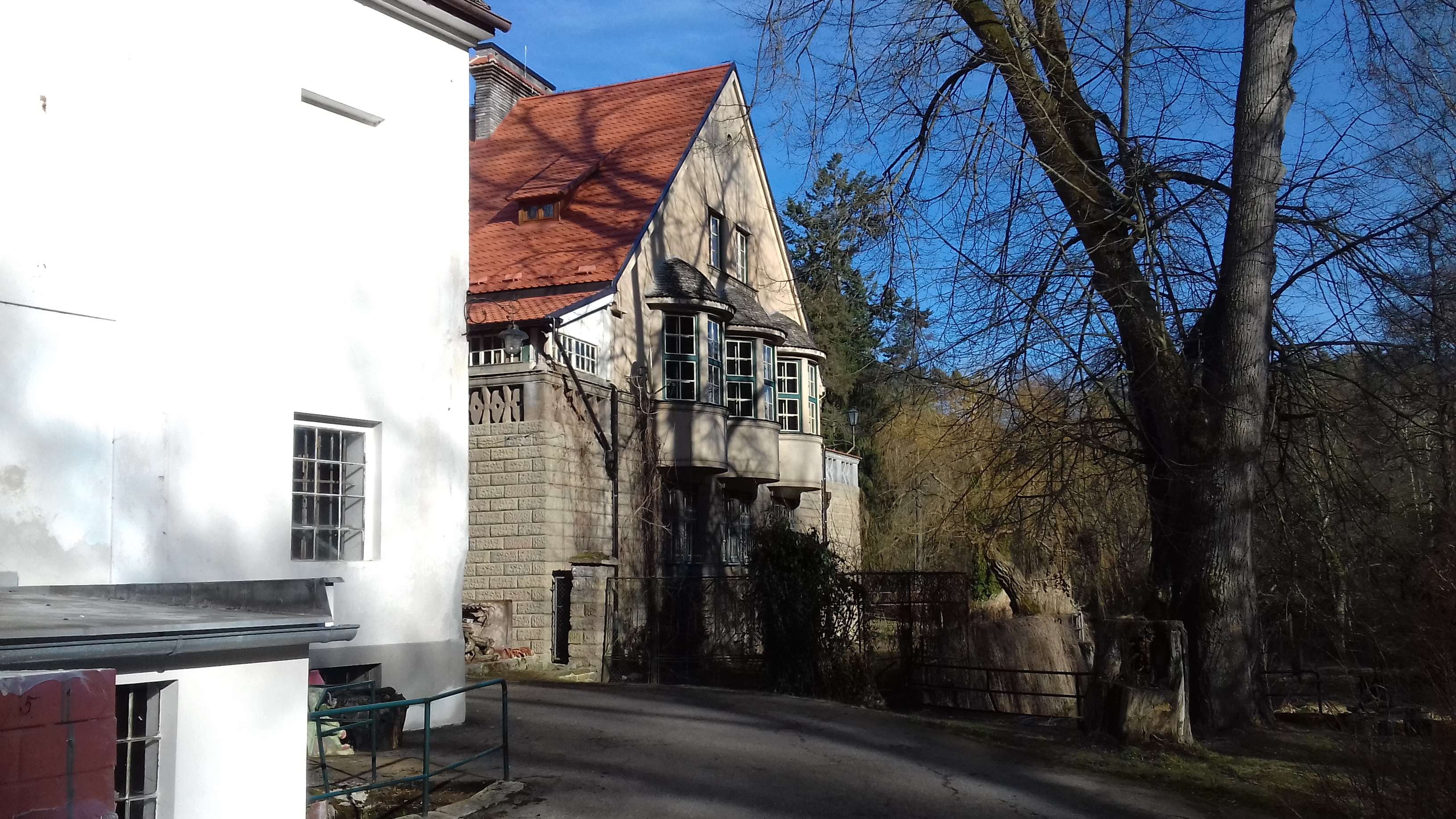
Vítův mlýn

Název vsi Dub je odvozen od památného stromu dubu, který v dávných dobách stál v blízkosti blanické stezky. Tato stezka vedla z Louňovic pod Blaníkem, přes statek Olešná do města Vlašimi. V těchto místech si postavil usedlost svobodný sedlák, který později rozšířil stavení na zemanský dvůr, z něhož později vznikl svobodnický statek. První dubský zeman Michal z Dubu je zaznamenán v roce 1390. Od vlašimské vrchnosti byl počátkem 14. století ustanoven dubský rychtář, pod kterého spadaly okolní vsi Polánka, Hradiště a část obce Ostrov.
Ve 14. století v souvislosti s osidlováním Dubu a Hradiště vznikl na řece Blanici mlýn, nazývaný také Mlýn pod Hradištěm, dnešní Vítův mlýn.

## Pamětihodnosti
- Vila Vítkova mlýna čp. 18